# کوه اورین
کوه اورین با ارتفاع ۳۷۰۲ متر بلندترین کوه شهرستان خوی (بام خوی) و بلندترین قله استان آذربایجان غربی و نوزدهمین کوه بلند بین بلندترین قله استان‌های ایران در شمال غربی‌ترین نقطه از این شهر با ۴۲ کیلومتر فاصله و در حدفاصل بخش صفائیه و قطور در مختصات جغرافیایی به طول ۳۳٫۴۴ و عرض جغرافیایی ۳۳٫۳۸ واقع گردیده‌است.

## موقعیت تاریخی جغرافیایی
گویند که این کوه منتهی‌الیه غربی قشون شاه اسماعیل در جنگ چالدران بود؛ و جنگ چالدران از آن به این طرف تر صورت نگرفت. بعد از کوه آرارات، این کوه بلندترین کوه این منطقه محسوب می‌شود. از وجود برخی چشمه‌های آب گرم در دامنه این کوه، و سنگ‌های گدازه بیرونی اطراف کوه، کاملاً واضح است که این کوه آتش فشانی خاموش است که هنوز درون گدازه‌هایی در آن در حال فعالیت جزئی هستند. این کوه از زیبایی و وقار خاصی برخوردار است؛ که دور نمایی بسیار زیبا داشته و از کیلومترها دور نماد شهر خوی است. بیش از نود درصد ابرهای باران زا، بویژه در فصل بهار از پشت کوه اورین پدیدار می‌شوند؛ و تا میانه تابستان همیشه برف‌های قله آن، این کوه را در چشم مردم شهرش روسفید و سر بلند می‌کند. این کوه آخرین کوه مرتفع مرز ایران با کشور ترکیه است که ۱۵ کیلومتر با مرز فاصله داشته و از شهر بندری بند ماهی در شرق دریاچه وان ترکیه، نیز به همین زیبایی قابل دیدن است. این کوه بین دشت الند و دره قطور قرار دارد؛ که از ۲ قله اورین کوچک ۳۴۱۸ متر و اورین بزرگ ۳۷۰۲ متر تشکیل شده‌است. اورین کوچک به حالت تپه ماهور است اما اورین بزرگ حالت قله‌ای و نماد زیبا تری دارد. فاصله بین اورین کوچک و بزرگ دو کیلومتر است.

## مسیر صعود
برای رفتن به این کوه باید از روستای پسک عبور و پس از طی جاده‌ای نرسیده به روستای بدلان به طرف سر بالایی حرکت باید کرد. این سربالایی تا رسیدن به روستای کوچک حدود ۱۷ کیلومتر است. طبیعت روستای کوچک از جمله چمن‌های سرسبز ابی بسیار بکر و کوه‌هایش پوشیده از علف و گیاهان سر سبز و مرتعی بسیار زیبا برای دام است. والبته پناگاه اورین در سه کلیومتر پایینتر در روستای حصار قرار دارد. اگر کسی قصد زود رفتن به اورین را داشته باشد باید از روستای کوچک رد شد ولی اگر کسی قصد رفتن به پناگاه را دارد باید به روستای حصار رفت برای رفتن به پناگاه باید اتوموبیل خود را در مدرسه این روستا پارک کرده و یک کیلومتر پیاده باید سمت پناهگاه حرکت کنید. این پناهگاه مجهز به تخت خواب و یخچال و گاز و وسایل پخت‌وپز می‌باشد که به‌طور کلی سوییت کاملی است، که تا پاسی از شب کوهنوردان در چله تابستان (بویژه پنج شنبه شب‌ها) با نشستن در کنار آتشی که از سرما روشن می‌کنند، و صرف چای دودی، لحظات پر خاطره‌ای برای خود خلق می‌کنند. اختلاف دما در اورین با شهر بین ۷ تا ۱۰ درجه است. صعود به آن هموار بوده و مسیر صخره‌ای در راه صعود وجود ندارد. در مسیر صعود رودها و جویبارهای زیبایی که از ذوب برف‌های اورین ایجاد شده‌اند به همراه دشت‌های آلاله و بابونه بسیار شیرین و گوارا است که رنج صعود را از انسان دور می‌کند. می‌دانیم که استان آذربایجان غربی سومین استان پرآب کشور است و اکثر نزولات آسمانی این استان از رطوبت دریای سیاه در شمال ترکیه ناشی می‌شود. در بهار و تابستان، بعد از اذان ظهر احتمال بارندگی در اورین بسیار زیاد است؛ و بهتر است بدانیم در مسیر و قله هیچ سر پناهی وجود ندارد؛ بنابراین کوه نوردان حرفه‌ای شب را در پناهگاه اقامت و در سپیده دم به سمت قله حرکت می‌کنند؛ و سعی می‌کنند کاوری از پلاستیک برای سر خود در کوله پشتی داشته باشند. فاصله بین پناهگاه تا قله ۱۳ کیلومتر است که ۴ساعت زمان نیاز دارد؛ و با احتساب زمان یک و نیم ساعت برگشت و ۲ ساعت استراحت در قله بین ۷ تا ۸ ساعت، یعنی یک روز کامل کاری اداری زمان نیاز دارد. در ارتفاعات حوضچه‌های زیبایی دیده می‌شود؛ که به آن «گل» در زبان محلی گفته می‌شود. در کنار پناه گاه، معبر تنگ و خطرناکی قرار دارد که مسیر ایلات روستای قیل لی است که می‌تواند شما را تا ارتفاع ۳۰۰۰ متر، کنار دامنه و حوضچه اورین برساند. طول این مسیر ۷ کیلومتر است رانندگی در این مسیر بویژه در بارندگی بسیار خطرناک است و باید از خودروهای شاسی بلند مثل لندرور، جیپ و… استفاده کرد. رانندگی در این معبر، مهارت فوق‌العاده‌ای می‌طلبد. استفاده از این معبر در کل توصیه نمی‌شود. برای تماشای طبیعت بکر اورین و دیدن سر سبزی‌های آن بهترین زمان صعود ۲۰خرداد به بعد است چرا که به علت برودت هوا، بهار دو ماه دیر تر از شهر خود را نمایان می‌کند.

## همایش ملی کوه اورین

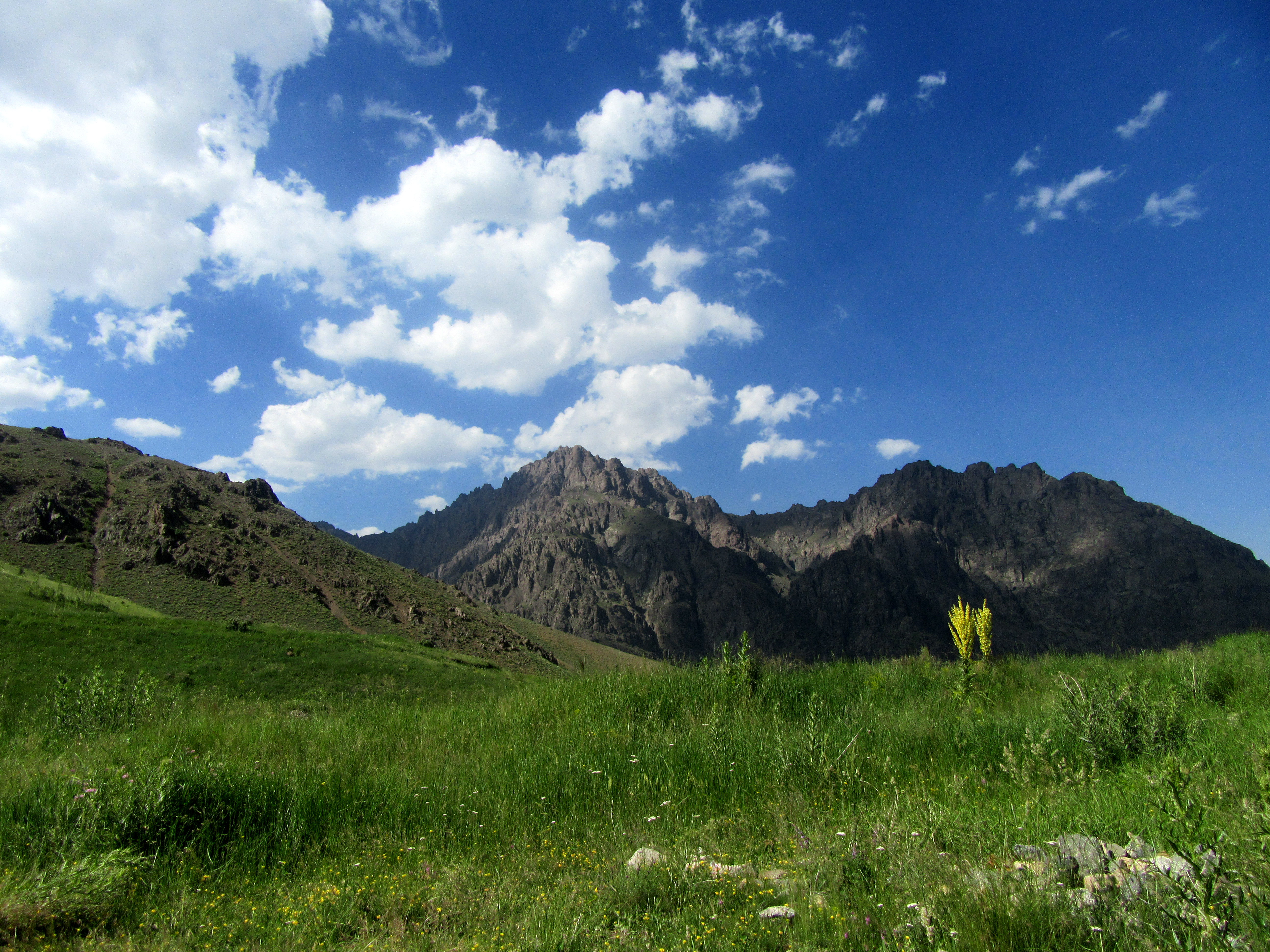
کوه اورین

هر ساله در پایان فصل بهار همایش ملی کوه اورین با حضور چند صد هزارنفری مردم و ورزشکاران از سراسر کشور در دامنه‌های سرسبز کوه اورین خوی برگزار می‌شود.

## گالری تصاویر

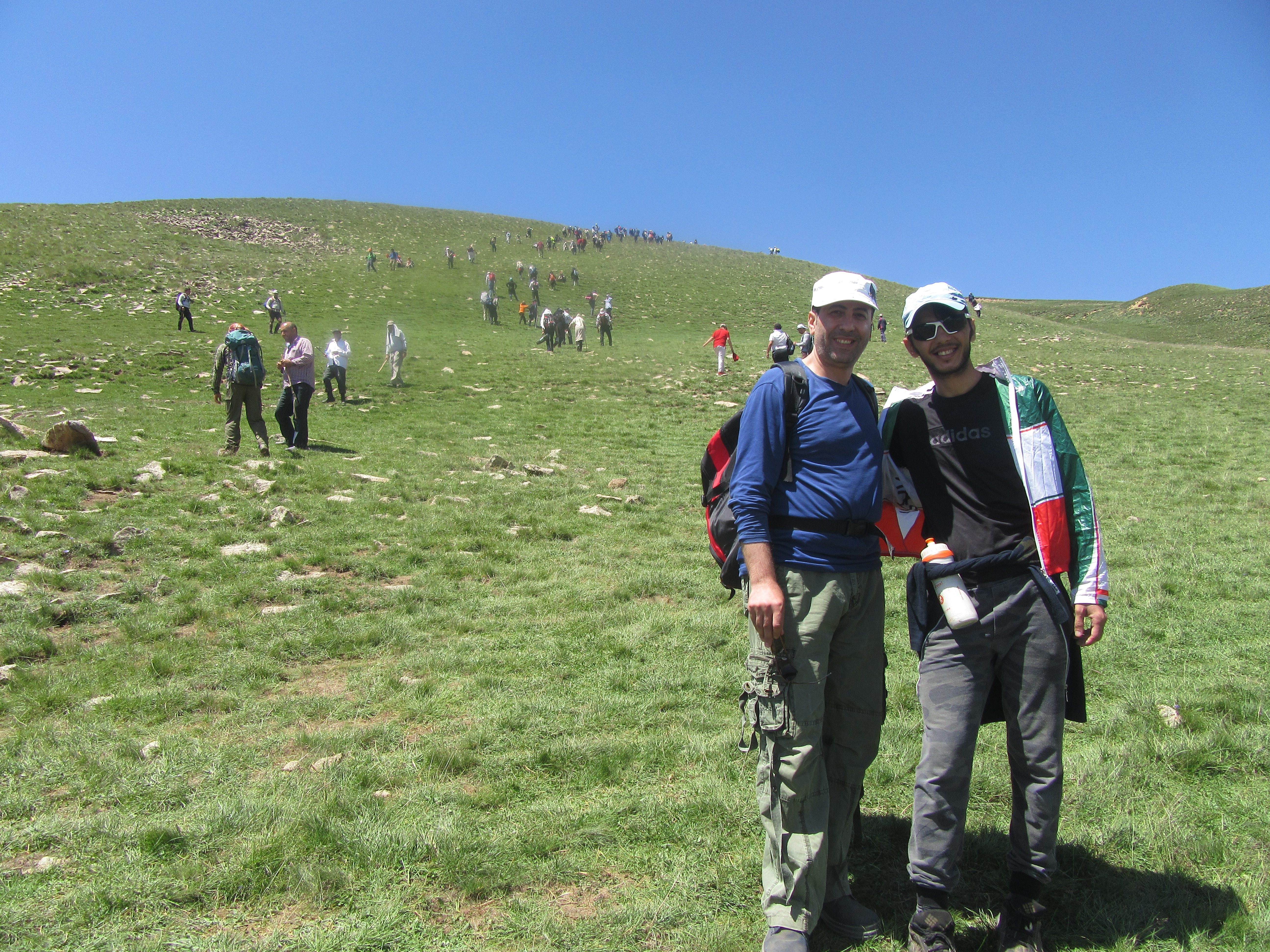
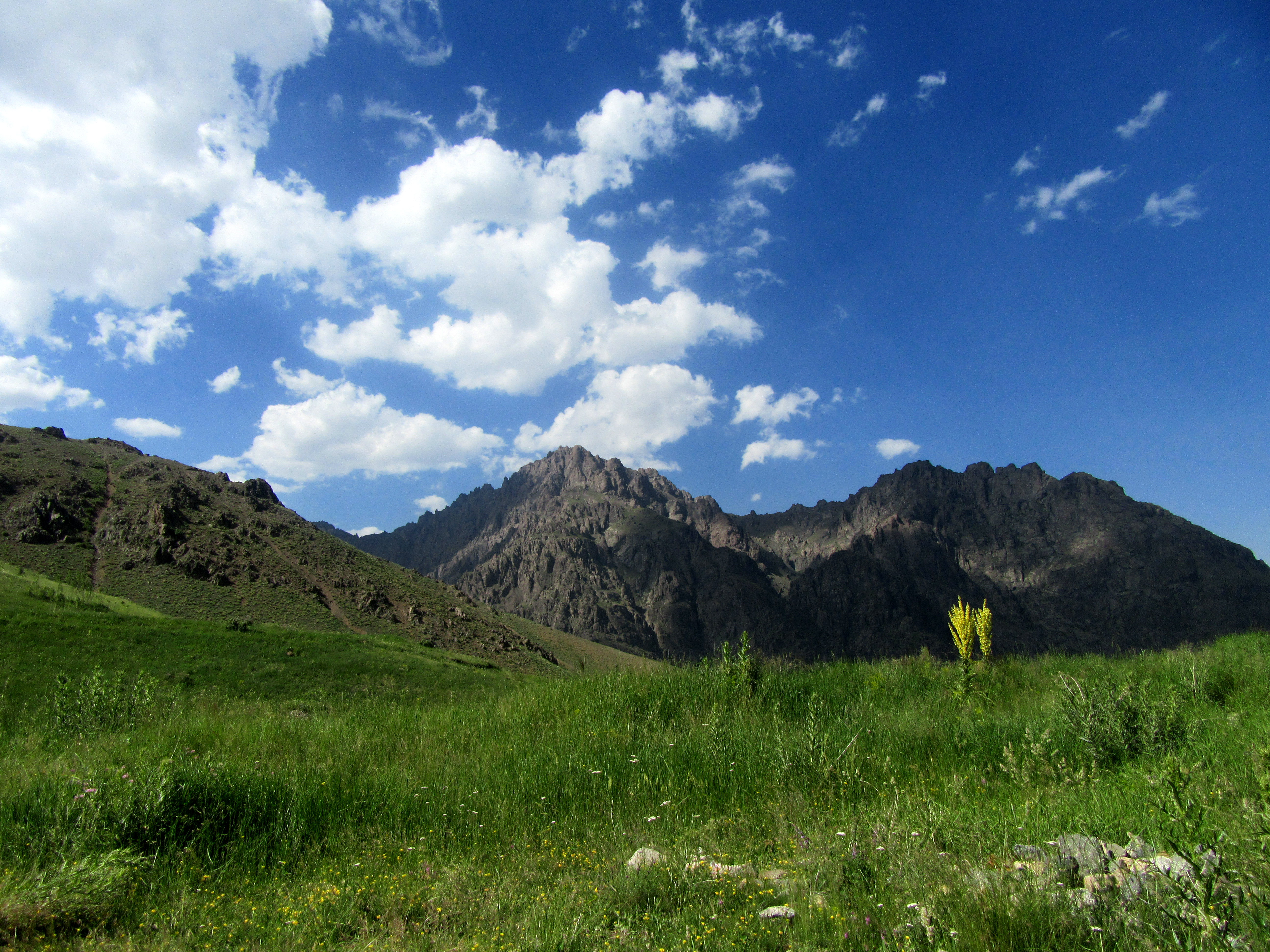
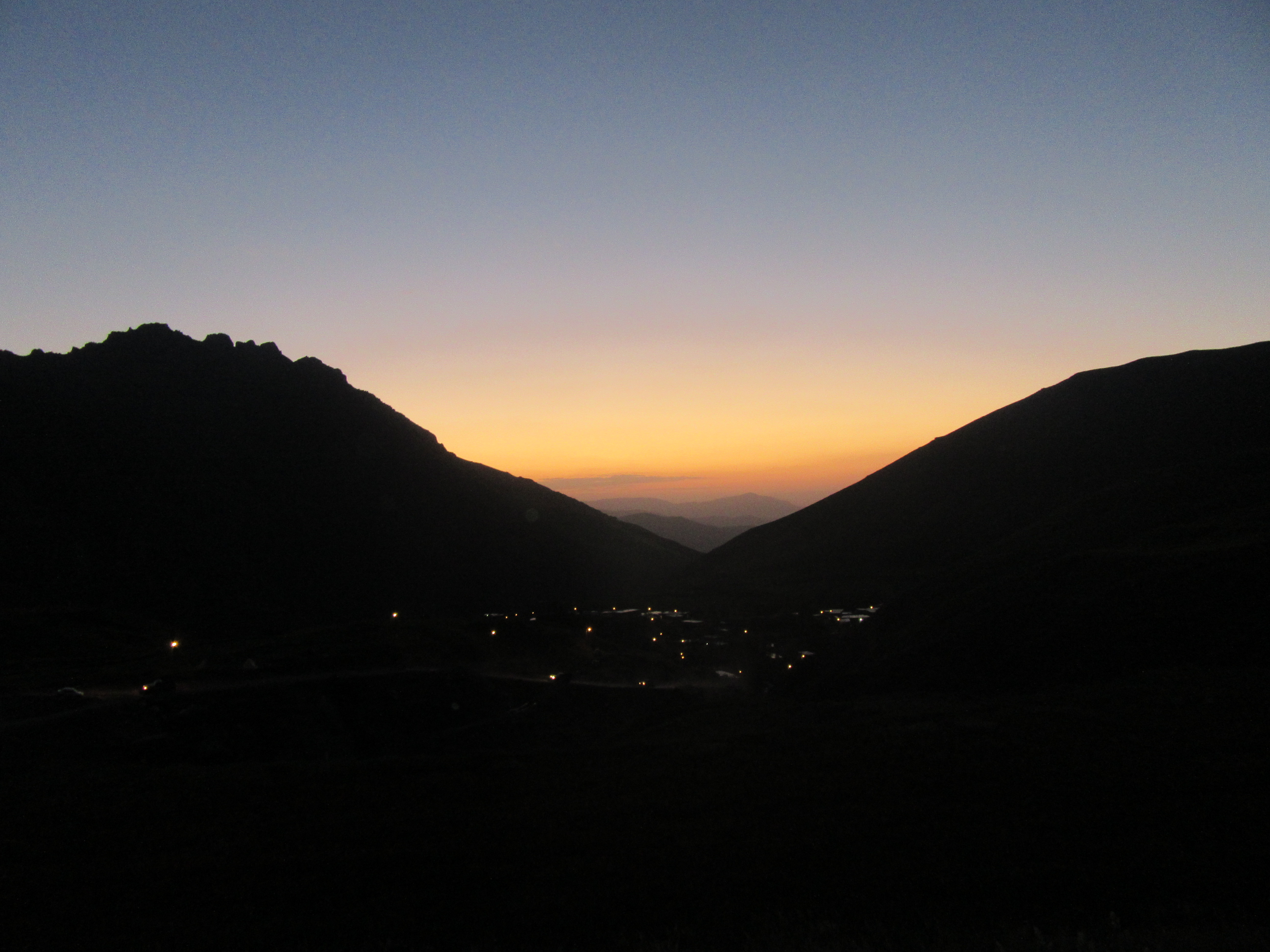

- (به فارسی: 
محبوب حسین زاده و دکتر فرید خان احمدی در همایش ملی صعود به کوه اورین) انگلیسی:  
Mahboub Hosseinzadeh & Dr Farid khanahmadi
- (به فارسی: 
دامنه‌های کوه اورین خوی) انگلیسی:  
Mount Oryn Mountains of Khoy
- (به فارسی: 
طلوع خورشید روستای صفلی کندی اورین خوی) انگلیسی:  
Sunrise Avrin Khoy